# Marián Čekovský
Marián Čekovský (ur. 12 kwietnia 1977 w Humenném) – słowacki piosenkarz, kompozytor i komik.
Wraz z Peterem Marcinem prowadził program Mini Talent Show na antenie Telewizji Słowackiej. Występował w zespołach muzycznych: No Name, The Big H i Čekovský Band. Jako muzyk współpracował z artystami takimi jak Rytmus, Strapo, Richard Müller, Vašo Patejdl, Pavol Hammel, Robo Grigorov czy Dara Rolins.

## Nagrody i wyróżnienia
- 2004 Aurel – najlepszy instrumentalista roku[7]
- 2009 DOSKY, nagroda za najlepszą muzykę sceniczną sezonu
- 2011 OTO, piosenkarz roku

## Dyskografia
- Ritro Songs, CD, 2007
- Čekovský & Tóth – Live from Bratislava Jazz Days, CD, 2007
- Ritro Songs for children, CD, 2008[8]
- Via Lucis – Cesta svetla, CD, 2009 (Anton Fabian, Marián Čekovský, Mária Ičová, Antónia Fabianová, Vilo Csontos)[9]

### Współpraca przy albumach
- Richard Rikkon uvádza – Forza Music EAN 8 588001 251369, 2003, CD – 04. „Básnik“ – Richard Rikkon a Marián Čekovský
- Songs Of My Soul – Anna-Katarina – Forza Music FZ-0119-2-331 EAN 8 588003 334404, 2006, CD – 06. „Havets sang“ (autor muzyki)
- Bez zbytočných rečí – P.S. – H.O.M.E. FZ-0119-2-331 EAN 8 588003 554017, 2006, CD – 08. „Bez lásky málo máš“ – P.S. i Marián Čekovský
- V živote – Haf & Beyuz – Brekeke Records, 2007, CD – 12. „Dubravka“ (Marián Čekovský)
- Dual Shock – Moja reč – EMI EAN 50999 6 96426 2 3, 2009, 2CD – 13. „Chlapi“ – Moja reč & Marián Čekovský & Opak

### Kompilacje
- 2002: Na slovenskej svadbe 1 – Wedding Band – Sony Music Bonton, CD – 13. „Medulienka“ (śpiew)
- 2003: Na československom žúre – Wedding Band – Millenium records & publishing, CD – 04. „Sklíčka“ (śpiew)
- 2007: SK Hity 5 – H.O.M.E. EAN 8 588003 554109, CD – 13. „Mohla by byť z toho aj láska“ – Marián Čekovský
- 2007: !BOOOM HITY 1 – H.O.M.E. EAN 8 588003 554130, CD – 02. „Myslím, že môže byť“ – Marián Čekovský a IMT Smile
- 2008: 15 Naj SK Hitov – H.O.M.E. EAN 8 588003 554246, CD – 12. „Myslím, že môže byť“ – 2004 Marián Čekovský i IMT Smile
- 20ERS – EMI EAN 8 590166 906220, 2008, 2CD – cd1 (CD Old Skool)- 08. „Sieť“ – Moja reč feat. Marián Čekovský, cd2 (CD New Skool)- 19. „Sieť“ – Moja reč feat. Marián Čekovský